# Wat Samphran

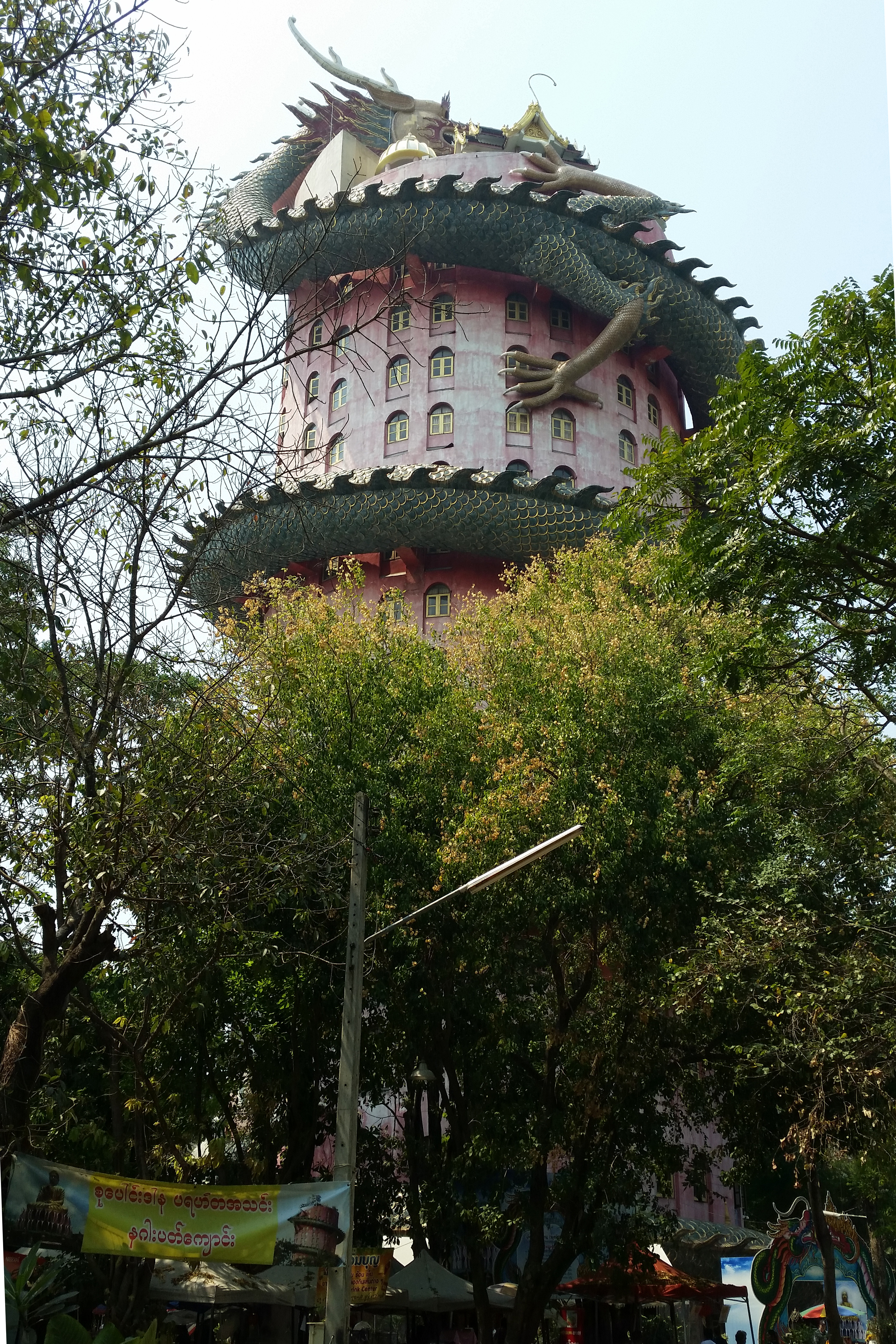
Wat Samphran

Wat Samphran (em tailandês: วัดสามพราน) é um templo budista (wat) em Amphoe Sam Phran, província de Nakhon Pathom, a cerca de 40 quilômetros a oeste de Bangcoc. O templo foi oficialmente registrado em 1985.
O templo é notável por seu prédio cilíndrico rosa de 17 andares com uma gigantesca escultura de dragão vermelho e verde curvando-se em toda a altura. O interior da escultura do dragão contém um lance de escadas em espiral, que, no entanto, deteriorou-se para uma condição ruim em alguns lugares. Ele também contém uma enorme estátua de Buda, bem como muitas estátuas budistas adicionais.
O clero do templo estava envolvido em um escândalo de má conduta sexual que resultou em longas penas de prisão em 2004.